# メリット・ルーレン

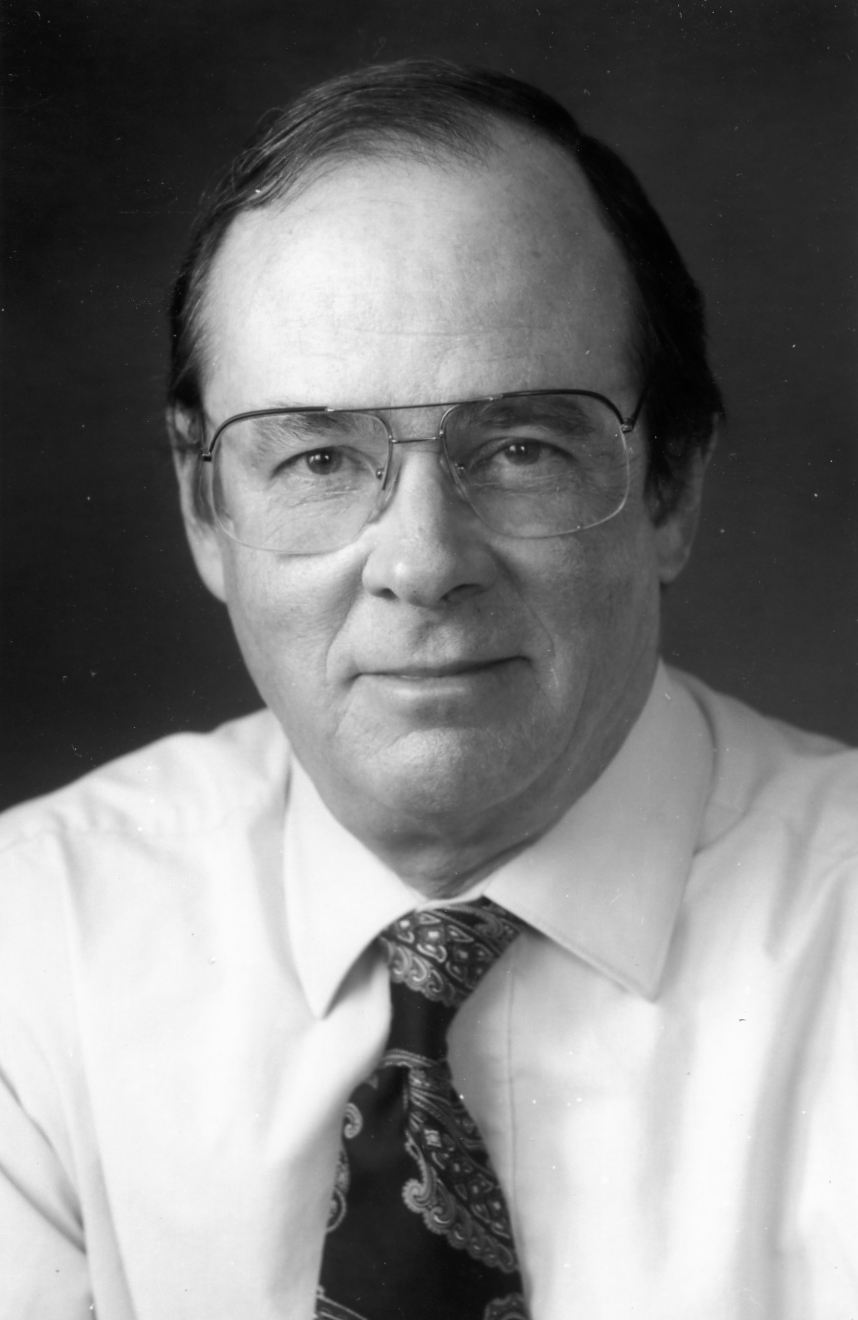
メリット・ルーレン

メリット・ルーレン（Merritt Ruhlen, 1944年 - ）は、アメリカの言語学者。
言語の分類、および現生人類の起源と進化についての研究を行っている。 他の言語学者と比べ、ルーレンの研究は比較言語学や歴史言語学の主流から外れたものとみなされている。また、彼はジョーゼフ・グリーンバーグの言語分類に対するアプローチの主要な擁護者の一人でもある。

## 経歴
1944年、ワシントンD.C.に生まれる 。ライス大学、パリ大学、イリノイ大学、ブカレスト大学で学ぶ。1973年スタンフォード大学で、ルーマニア語の形態の生成的分析による論文でPhD取得。その後、ジョセフ・グリーンバーグとCharles Fergusonが指揮するスタンフォード大学のプロジェクトで数年間助手をつとめる。1994年以降はスタンフォード大学人類学および人類生物学教室で講師をつとめ、マレー・ゲルマン、セルゲイ・スタロスティンとともにサンタフェ研究所による人類言語進化プログラムのコーディネーターとなった。2005年からはジェノグラフィック・プロジェクトの諮問委員となり香港城市大学の客員教授に着任した。

## 研究トピック
- 学問統合的アプローチ（Multidisciplinary approach） - 比較言語学に遺伝学人類学、考古学を統合する試み
- 大量比較（Mass Comparision）による分類方法
- アメリンド大語族
- インド・太平洋大語族としてのクスンダ語
- デネ・エニセイ語族
- 人類祖語